# سينسي
سينسي (باليابانية: 先生، بالروماجي: Sensei)، تعني المعلم وفي الصينية الكلاسيكية تعني حرفيا (وُلد في الأول) هو مصطلح ياباني (الذي كان قبلي) «الذي له معرفة وخبرة لتقنيات أو مهارة»، وطريقة أكثر اختصارا، المعلم الذي يُعطي تعليمه للطلاب.
في استعماله العام، تستخدم للتعريف على أستاذ أو مدرس، أو طبيب وأيضا صاحب حرفة وفن معروف.
الترجمة الفرنسية (بالفرنسية:  maître)‏. على سبيل المثال السنيمائي كوروساوا سينسي تترجم « maître Kurosawa ». 
في الغرب، مصطلح سينسي يُستعلم أيضا لمُعلم البوذية زن أو الفنون القتالية بودو. في ماندراين الصينية. هذه الكلمة تُقرأ (Xiānshēng) (اشيونشانغ) تُستعمل بالفرنسية (بالفرنسية:  Monsieur)‏ سيدي. 

## سينسي في البوبو
في الفنون القتالية اليابانية مصطلح سينسي يُستخدم حول شخص حصل على لقب للتعليم. على سبيل المثال في الكيودو السينسي له لقب رونشي المرشد تمح بعد اختبار هذا القلب لا يرتبط مباشرة مع درجات (دان)، كيوشي أستاذ، هانشي سيد معلم.

## صورة المعلم باللباس التقليدي

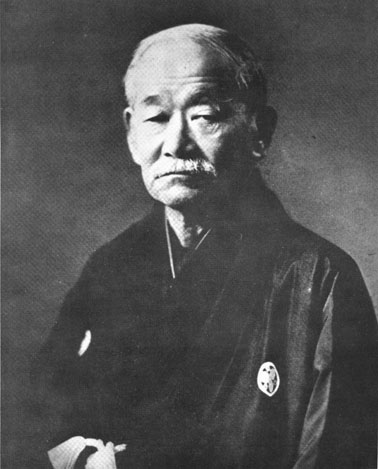
جيغورو كانو، مؤسس الجودو .